# Монтегрифолдо
Монтегридо̀лфо (на италиански: Montegridolfo, на местен диалект Mont Gridòlf, Монт Гридолф) е село и община в северна Италия, провинция Римини, регион Емилия-Романя. Разположено е на 250 m надморска височина. Населението на общината е 1044 души (към 2010 г.).